# Flughafen Friedrichshafen
Bodensee-Airport Friedrichshafen, også benævnt Flughafen Friedrichshafen, Friedrichshafen Airport (IATA: FDH, ICAO: EDNY), er en international lufthavn 3 km nord fra centrum af Friedrichshafen, ved Bodensøen, i delstaten Baden-Württemberg, Tyskland. Det er den lufthavn der er placeret længst mod syd i landet.

## Historie

### Før2. verdenskrig
Lufthavnen blev etableret i 1913 men det var først i 1915 den egentlige jomfrurejse fra det nye lufthavnsområde i Löwental, Friedrichshafen fandt sted. Det var en Zeppeliner som lettede efter at man havde bygget en stor hangar der var beregnet på Zeppelinerne. Der havde siden 1899 været placeret en fabrik ved Manzell-bugten i Bodensøen, hvor flyene blev samlet og færdiggjort. Den var ejet af det Tyske kejserrige og var under supervision af Ferdinand von Zeppelin.
Selvom om Zeppelinerne primært var tænkt til militærbrug blev der også bygget nogle til kommerciel passagertransport. I flere år blev der drevet dagligt trafik imellem Friedrichschafen og Berlin. Dette foregik med LZ Bodensee. Efter Versailles-traktatens underskrivelse i 1919 der forbød Tyskland at bruge luftskibe til militære formål, faldte aktiviteten med de store luftfartøjer i området.
I 1929 startede den første ordinære rutetrafik fra lufthavnen med propel-flyvemaskiner. Det var Lufthansa der flere gange om ugen fløj havde afgange med passagerer.

### Efter krigen
Lige inden afslutningen af 2. verdenskrig rykkede Armée Française ind på stedet.